# برنی فرایر
برنی فرایر (انگلیسی: Bernie Fryer؛ زادهٔ ۲۵ دسامبر ۱۹۴۹) بازیکن بسکتبال اهل ایالات متحده آمریکا است.
از باشگاه‌هایی که در آن بازی کرده‌است می‌توان به یوتا جاز و پورتلند تریل بلیزرز اشاره کرد.